# Saint-Ouen-des-Alleux
Saint-Ouen-des-Alleux is een gemeente in het Franse departement Ille-et-Vilaine (regio Bretagne). De plaats maakt deel uit van het arrondissement Fougères-Vitré. Saint-Ouen-des-Alleux telde op 1 januari 2022 1.308 inwoners.

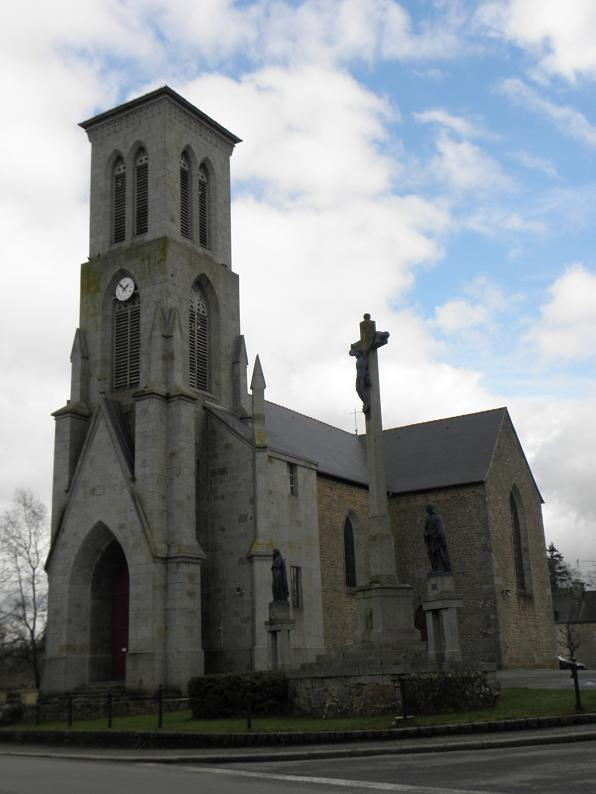
Kerk van Saint-Ouen-des-Alleux
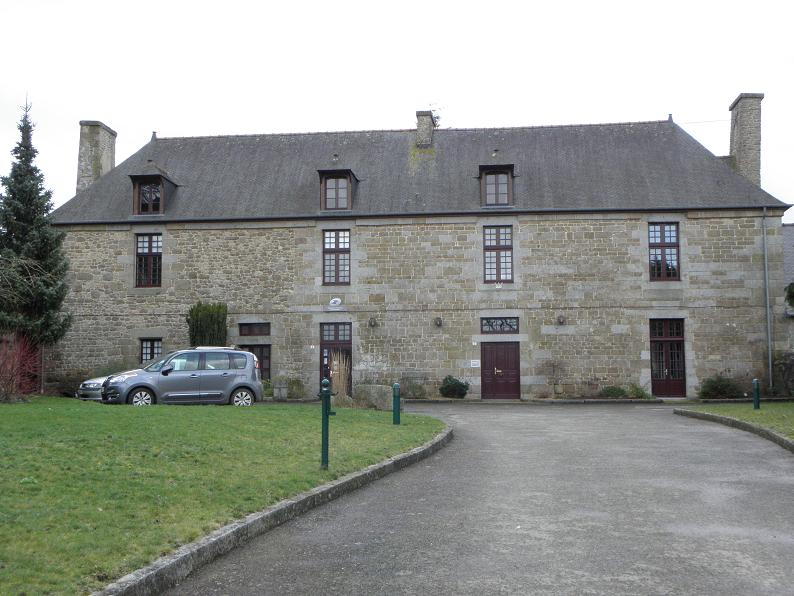
Gemeentehuis

## Geografie
De oppervlakte van Saint-Ouen-des-Alleux bedroeg op 1 januari 2022 15,2 vierkante kilometer; de bevolkingsdichtheid was toen 86,1 inwoners per km².

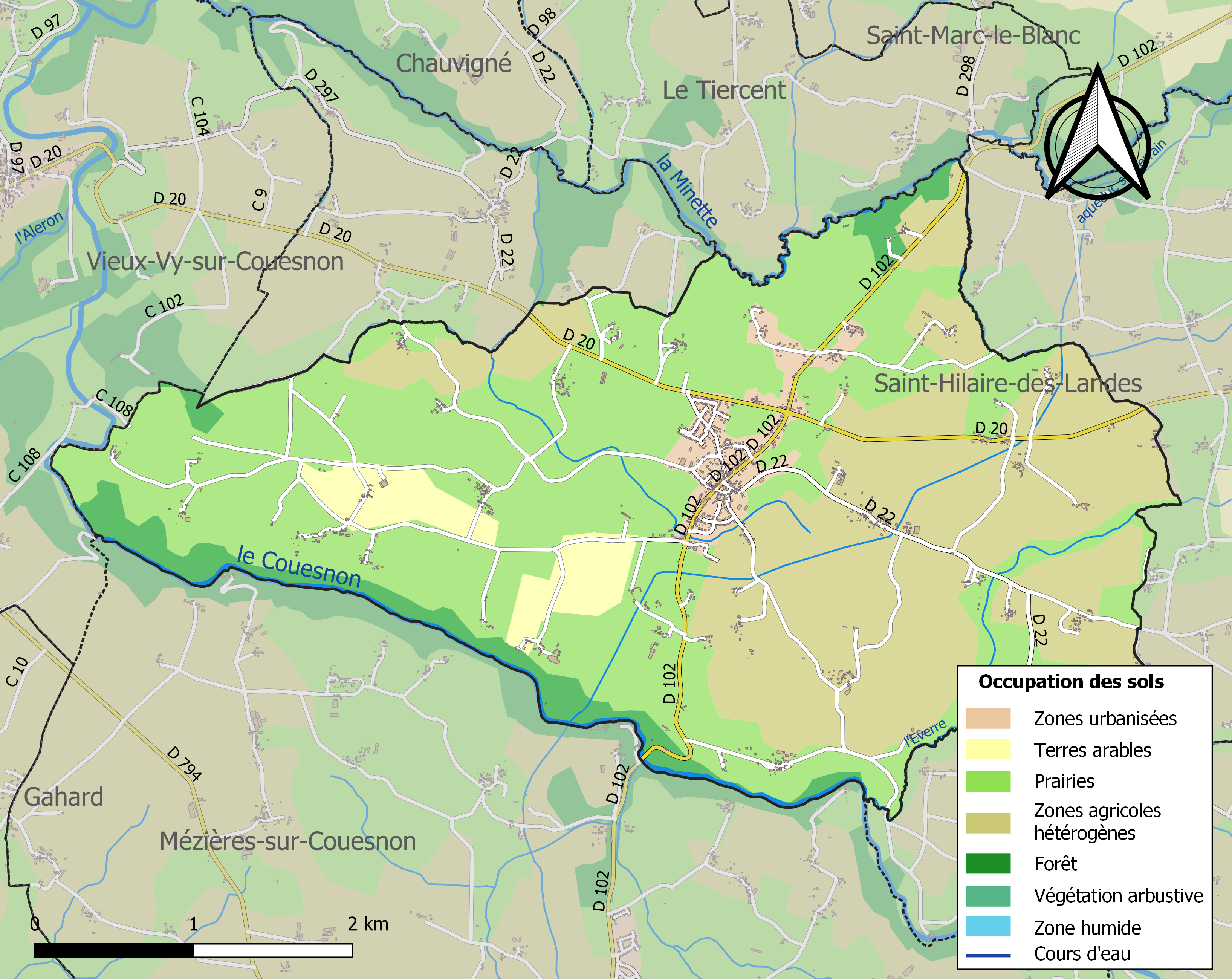
Kaart van de gemeente met belangrijkste infrastructuur, bodemgebruik en omliggende gemeenten

## Demografie
Onderstaande figuur toont het verloop van het inwonertal (bron: INSEE-tellingen).